# 威爾斯超級盃
威爾斯足協超級盃（FAW Premier Cup），又稱威爾斯超級盃、FAW超級盃，1998年前名為威爾斯足協邀請盃（FAW Invitation Cup），是一項已經停辦的淘汰制足球盃賽，由威爾斯足球協會從1997年到2008年每年主辦一次。該項賽事的創辦源於威爾斯足球協會於1996年開始禁止參與英格蘭聯賽的威爾斯球會參加威爾斯盃，而於1997年另行舉辦威爾斯足協超級盃讓這些球會參與。
賽事提供豐厚的獎金，直播比賽的電視轉播費也將會分給雙方球會。準決賽輸掉的球隊可以獲得25,000英鎊，決賽落敗的球隊則獲得50,000英鎊，最終獲勝者獲得100,000英鎊。
威爾斯超級盃定期在BBC威尔士播出，然而在2008年BBC威尔士撤出對賽事贊助後，賽事隨之宣佈停辦。

## 歷屆賽事
| 球季      | 冠軍     | 比數 | 亞軍     | 決賽場地       |
| --------- | -------- | ---- | -------- | -------------- |
| 1997–98   | 域斯咸   | 2–1  | 卡迪夫城 | 跑馬廳球場     |
| 1998–99   | 巴利鎮聯 | 2–1  | 域斯咸   | 跑馬廳球場     |
| 1999–2000 | 域斯咸   | 2–0  | 卡迪夫城 | 跑馬廳球場     |
| 2000–01   | 域斯咸   | 2–0  | 史雲斯城 | 維奇菲爾球場   |
| 2001–02   | 卡迪夫城 | 1–0  | 史雲斯城 | 尼尼安公园球场 |
| 2002–03   | 域斯咸   | 6–1  | 新港郡   | 跑馬廳球場     |
| 2003–04   | 域斯咸   | 4–1  | 萊爾     | 貝爾維尤球場   |
| 2004–05   | 史雲斯城 | 2–1  | 域斯咸   | 維奇菲爾球場   |
| 2005–06   | 史雲斯城 | 2–1  | 域斯咸   | 跑馬廳球場     |
| 2006–07   | 新聖徒   | 1–0  | 新港郡   | 新港球場       |
| 2007–08   | 新港郡   | 1–0  | 拉内利   | 新港球場       |